# Foxehalvön
Foxehalvön (engelska: Foxe Peninsula) är en halvö på södra delen av Baffinön och åtskiljer Foxe Basin från Hudsonsundet. Den ligger i territoriet Nunavut i Kanada.

Trakten består i huvudsak av gräsmarker och är nära nog obefolkad, med mindre än två invånare per kvadratkilometer. Årsmedeltemperaturen i trakten är −10 °C. Den varmaste månaden är juli, då medeltemperaturen är 14 °C, och den kallaste är mars, med −22 °C.